# Team Liquid
Team Liquid – międzynarodowa organizacja e-sportowa z siedzibą w Holandii, założona w 2000 roku.
W 2012 Team Liquid stworzył drużynę Dota 2. Trzy lata później, w styczniu 2015 Team Liquid połączył się z Team Curse pod szyldem Liquida. 5 czerwca 2018 Team Liquid stworzył także zespół Fortnite’a.
Ich europejska drużyna Doty 2 wygrała The International 2017 i 2024, turniej który miał jedną z największych pul nagród w historii turniejów e-sportowych. Natomiast amerykańska drużyna League of Legends czterokrotnie wygrała mistrzostwa Ameryki Północnej (LCS).

## Gracze

### Apex Legends[6]
| Nar.              | Rola | Gracz                         |
| ----------------- | ---- | ----------------------------- |
| Szwecja           |      | Lucas "Mendokusaii" Håkansson |
| Stany Zjednoczone |      | Brenden "Casper" Marino       |
| Stany Zjednoczone |      | Gage "caliburn" Meyer         |
| Stany Zjednoczone |      | Thomas "Flanker" Cook         |
| Stany Zjednoczone |      | Kevin "Wonderfuls" Nguyen     |
| Stany Zjednoczone |      | Brandon "oh Nocturnal" Singer |
| Kanada            |      | Justin "Kellar" Kellar        |

### Artifact[7]
| Nar.              | Rola | Gracz                    |
| ----------------- | ---- | ------------------------ |
| Stany Zjednoczone |      | George "Hyped" Maganzini |

### Clash Royale[8]
| Nar.              | Rola     | Gracz                                         |
| ----------------- | -------- | --------------------------------------------- |
| Holandia          |          | Frank "SurgicalGoblin" Oskam                  |
| Meksyk            |          | Diego "DiegoB" Becerra                        |
| Hiszpania         |          | Cristian "Kanario" Hernández                  |
| Rosja             |          | Egor "Egor" Akhmetzyanov                      |
| Wenezuela         |          | Jorge Melo "LichPenta" Moreno                 |
| Wenezuela         |          | Ender David Gonzalez "Ender" Chacin           |
| Meksyk            |          | Félix Fernando Corona "FelixElGrande" Delgado |
| Turcja            |          | Hasan Metehan "Eternity" Kuzucu               |
| Stany Zjednoczone |          | Dennis "UltimateHunter" Li                    |
| Stany Zjednoczone |          | Ryan "Bag" Fahey                              |
| Kanada            | Menadżer | John "Tephus" Lewis                           |

### Counter-Strike 2
| Nar.      | Rola                   | Gracz                       |
| --------- | ---------------------- | --------------------------- |
| Kanada    | in-game leader, rifler | Russel "Twistzz" Van Dulken |
| Kanada    | lurker                 | Keith "NAF" Markovic        |
| Polska    | sniper                 | Roland "ultimate" Tomkowiak |
| Australia | rifler                 | Justin "jks" Savage         |
| Izrael    | entry-fragger          | Guy "NertZ" Iluz            |
| Dania     | trener                 | Torbjørn "mithR" Nyborg     |

### Dota 2[10]
| Nar.              | Rola    | Gracz                   |
| ----------------- | ------- | ----------------------- |
| Szwecja           |         | Michael "miCKe" Vu      |
| Szwecja           |         | Samuel "Boxi" Svahn     |
| Szwecja           | Kapitan | Aydin "iNSaNiA" Sarkohi |
| Norwegia          |         | Tommy "Taiga" Le        |
| Niemcy            |         | Max "qojqva" Broecker   |
| Stany Zjednoczone | Trener  | William "Blitz" Lee     |

### Fortnite[11]
| Nar.              | Rola | Gracz                        |
| ----------------- | ---- | ---------------------------- |
| Kanada            |      | Evan "Cented" Barron         |
| Stany Zjednoczone |      | Thomas "72hrs" Mulligan      |
| Stany Zjednoczone |      | Adam "Strafesh0t" Crawford   |
| Stany Zjednoczone |      | Jake "Poach" Brumleve        |
| Stany Zjednoczone |      | Noah "Vivid" Wright          |
| Stany Zjednoczone |      | River "Riversan" Handley     |
| Stany Zjednoczone |      | Alessandro "Fiber" Bonetello |
| Stany Zjednoczone |      | Ryan "Chap" Chaplo           |

### Hearthstone[12]
| Nar.              | Rola | Gracz                       |
| ----------------- | ---- | --------------------------- |
| Finlandia         |      | Janne "Savjz" Mikkonen      |
| Francja           |      | Bertrand "ElkY" Grospellier |
| Szwecja           |      | Jeffrey "SjoW" Brusi        |
| Stany Zjednoczone |      | Frank "Fr0zen" Zhang        |

### League of Legends[13]
| Nar.              | Rola                  | Gracz                    |
| ----------------- | --------------------- | ------------------------ |
| Korea Południowa  | Góra (Top)            | Jeong "Impact" Eon-yeong |
| Korea Południowa  | Dżungla (Jungle)      | Um "UmTi" Sung-hyeon     |
| Stany Zjednoczone | Środek (Mid)          | Eain "APA" Stearns       |
| Stany Zjednoczone | Strzelec (AD Carry)   | Sean "Yeon" Sung         |
| Korea Południowa  | Wspierający (Support) | Jo "CoreJJ" Yong-in      |
| Australia         | Trener                | Jake "Spawn" Tiberi      |

Akademia
| Nar.              | Rola                  | Gracz                      |
| ----------------- | --------------------- | -------------------------- |
| Stany Zjednoczone | Góra (Top)            | Thomas "Jenkins" Tran      |
| Stany Zjednoczone | Dżungla (Jungle)      | Ryan "Keel" Keel           |
| Korea Południowa  | Środek (Mid)          | Jo "Roamer" Woo-jin        |
| Kanada            | Strzelec (AD Carry)   | Trevor "Spawn" Kerr-Taylor |
| Korea Południowa  | Wspierający (Support) | Ethan "Kim Down" Song      |
| Kanada            | Trener                | Brandon "Mash" Phan        |

### PlayerUnknown's Battlegrounds[15]
| Nar.      | Rola | Gracz                        |
| --------- | ---- | ---------------------------- |
| Holandia  |      | Jord "ibiza" van Geldere     |
| Finlandia |      | Samu "Sambty" Kauppinen      |
| Finlandia |      | Jere "Jembty" Kauppinen      |
| Norwegia  |      | Jim "Jeemzz" Gunnar Eliassen |

### Quake[16]
| Nar.              | Rola | Gracz                    |
| ----------------- | ---- | ------------------------ |
| Stany Zjednoczone |      | Tim "DaHanG" Fogarty     |
| Stany Zjednoczone |      | Shane "rapha" Hendrixson |

### StarCraft II[17]
| Nar.             | Rola | Gracz                    |
| ---------------- | ---- | ------------------------ |
| Holandia         |      | Marc "uThermal" Schlappi |
| Niemcy           |      | Dario "TLO" Wünsch       |
| Norwegia         |      | Jens "Snute" Aasgaard    |
| Polska           |      | Grzegorz "MaNA" Komincz  |
| Korea Południowa |      | Yun "TaeJa" Young Seo    |

### Street Fighter[18]
| Nar.    | Rola | Gracz                          |
| ------- | ---- | ------------------------------ |
| Japonia |      | Naoki "Nemo" Nemoto            |
| Japonia |      | Ryota "John Takeuchi" Takeuchi |

### Super Smash Bros.[19]
| Nar.              | Rola           | Gracz                     |
| ----------------- | -------------- | ------------------------- |
| Stany Zjednoczone | Melee          | Kashan "Chillindude" Khan |
| Stany Zjednoczone | Ultimate       | Samuel "Dabuz" Buzby      |
| Stany Zjednoczone | Melee          | Juan "Hungrybox" Debiedma |
| Stany Zjednoczone | Melee          | Ken "Ken" Hoang           |
| Stany Zjednoczone | Melee          | Daniel "ChuDat" Rodriguez |
| Stany Zjednoczone | Melee / Trener | Luis "Crunch" Rosias      |

### Tekken 7[20]
| Nar.    | Rola | Gracz                |
| ------- | ---- | -------------------- |
| Japonia |      | Genki "Gen" Kumisaka |

### Tom Clancy's Rainbow Six Siege[21]
| Nar.     | Rola     | Gracz                    |
| -------- | -------- | ------------------------ |
| Brazylia |          | Leo "zigueira" Duarte    |
| Brazylia |          | André "Neskwga" Oliveira |
| Brazylia |          | Thiago "xS3xyCake" Reis  |
| Brazylia |          | Luccas "Paluh" Molina    |
| Brazylia |          | Paulo "PSK" Augusto      |
| Brazylia | Trener   | André "Sensi" Kaneyasu   |
| Brazylia | Menadżer | Rafael "Rafa" Queiroz    |

## Wyniki

### League of Legends
League Championship Series (LCS)
| Data           | Miejsce | Turniej                      | Nagroda  | Źródła |
| -------------- | ------- | ---------------------------- | -------- | ------ |
| kwiecień 2015  | brąz    | NA LCS 2015 Spring Playoffs  | $15,000  |        |
| sierpień 2015  | brąz    | NA LCS 2015 Summer Playoffs  | $15,000  |        |
| kwiecień 2016  | 4       | NA LCS 2016 Spring Playoffs  | $10,000  | [ 22 ] |
| sierpień 2016  | 5-6     | NA LCS 2016 Summer Playoffs  | $10,000  | [ 23 ] |
| marzec 2017    | 9       | NA LCS 2017 Spring           |          | [ 24 ] |
| sierpień 2017  | 9       | NA LCS 2017 Summer           |          | [ 25 ] |
| kwiecień 2018  | złoto   | 2018 NA LCS Spring Playoffs  | $100,000 | [ 26 ] |
| wrzesień 2018  | złoto   | 2018 NA LCS Summer Playoffs  | $100,000 | [ 27 ] |
| kwiecień 2019  | złoto   | LCS 2019 Spring Playoffs     | $100,000 | [ 28 ] |
| sierpień 2019  | złoto   | LCS 2019 Summer Playoffs     | $100,000 | [ 29 ] |
| marzec 2020    | 9       | LCS 2020 Spring              |          | [ 30 ] |
| wrzesień 2020  | brąz    | LCS 2020 Summer Playoffs     | $25,000  | [ 31 ] |
| kwiecień 2021  | srebro  | LCS 2021 Mid-Season Showdown |          | [ 32 ] |
| sierpnień 2021 | srebro  | LCS 2021 Championship        |          | [ 33 ] |
| kwiecień 2022  | brąz    | LCS 2022 Spring Playoffs     |          | [ 34 ] |
| sierpnień 2022 | 4       | LCS 2022 Championship        |          | [ 35 ] |
| marzec 2023    | 7-8     | LCS 2023 Spring              |          | [ 36 ] |
| sierpień 2023  | brąz    | LCS 2023 Championship        |          | [ 37 ] |
| marzec 2024    | złoto   | LCS 2024 Spring Playoffs     |          | [ 38 ] |

Międzynarodowe
| Data             | Miejsce | Turniej                      | Nagroda    | Źródła |
| ---------------- | ------- | ---------------------------- | ---------- | ------ |
| grudzień 2016    | 3-4     | IEM Season 11 - Gyeonggi     | $10,000    |        |
| maj 2018         | 5       | Mid-Season Invitational 2018 | $68,526    | [ 39 ] |
| lipiec 2018      | srebro  | Rift Rivals 2018 NA-EU       | $5,000     | [ 40 ] |
| październik 2018 | 9-12    | 2018 World Championship      | $145,125   | [ 41 ] |
| maj 2019         | srebro  | Mid-Season Invitational 2019 | $200,000   | [ 42 ] |
| czerwiec 2019    | srebro  | Rift Rivals 2019 NA-EU       |            | [ 43 ] |
| październik 2019 | 9-12    | 2019 World Championship      | $50,062    | [ 44 ] |
| październik 2020 | 9-12    | 2020 World Championship      | $55,625    | [ 45 ] |
| październik 2021 | 12-13   | 2021 World Championship      | $52,843.75 | [ 46 ] |
| październik 2023 | 15-16   | 2023 World Championship      | $50,062.50 | [ 47 ] |
| maj 2024         | 5-6     | Mid-Season Invitational 2024 | $20,000    | [ 48 ] |
| lipiec 2024      | 3-4     | Esports World Cup            | $100,000   | [ 49 ] |

Inne
| Data          | Miejsce | Turniej                       | Nagroda       | Źródła |
| ------------- | ------- | ----------------------------- | ------------- | ------ |
| kwiecień 2011 | srebro  | ESL Go4LoL 2011 April - NA #7 |               |        |
| lipiec 2011   | 5-6     | NESL Premier League Season I  |               |        |
| sierpień 2015 | srebro  | NA Regional Finals 2015       |               |        |
| wrzesień 2016 | 4       | NA Regional Finals 2016       |               | [ 50 ] |
| kwiecień 2017 |         | NA LCS 2017 Summer Promotion  | Qualification | [ 51 ] |
| sierpień 2017 |         | 2018 NA LCS Spring Promotion  | Qualification | [ 52 ] |